# Billy Andrade
William Thomas "Billy" Andrade (født 25. januar 1964 i Bristol, Rhode Island, USA) er en amerikansk golfspiller, der pr. juli 2008 står noteret for 4 sejre på PGA Touren. Hans bedste resultat i en Major-turnering er en 6. plads, som han har opnået ved både US Open i 1992 og ved US PGA Championship i 2001.

## Eksterne links
- Spillerinfo Arkiveret 17. juli 2008 hos  Wayback Machine